# Mangal Kadyan
Mangal Kadyan (ur. 14 listopada 1996) – indysjki zapaśnik walczący w stylu wolnym. Brązowy medalista igrzysk wojskowych w 2015. Mistrz Azji juniorów w 2013 roku.